# 朱升
朱 升（しゅ しょう、1299年 - 1370年）は、元末明初の儒学者。字は允升。号は楓林先生。本貫は徽州休寧県。

## 生涯
元末に郷里の推薦を受けて、池州学正となった。蘄州・黄州で反乱が起こると、朱升は官を棄てて歙県の石門に隠れた。兵乱を避けるため、たびたび逃げ隠れしたが、一日として学問を止めたことはなかった。
朱元璋が徽州を占領すると、朱升は鄧愈の推薦により召し出され、当世の急務について諮問された。朱升は「城壁を高く築き、広く食料を積み、ゆっくりと王を称するように」と答えた。至正27年（1367年）、侍講学士に任じられ、知制誥・同修国史をつとめた。老齢のため、特別に朝の参謁を免除された。
洪武元年（1368年）、翰林学士に進んだ。ほどなく儒者たちとともに『女誡』を編纂するよう命じられた。朱升は古代の賢明な后妃の事績を採集して法とすべきことをまとめ、これを献上した。洪武2年（1369年）、勅命を受けて斎戒文を作った。老齢を理由に帰郷を願い出て許された。洪武3年（1370年）、死去した。享年は72。著書に『周易旁注前図』2巻・『尚書旁注』6巻・『詩旁注』8巻・『小四書』5巻・『楓林集』12巻があった。
子の朱同は礼部侍郎となったが、事件に連座して死んだ。